# Bertille St. Clair
Bertille St. Clair (...) è un allenatore di calcio trinidadiano.

## Carriera
Ha allenato la Nazionale trinidadiana in due occasioni, guidandola anche alla Gold Cup nel 1998 e nel 2000.